# 立石里駅 (忠清北道)
立石里駅（イプソンニえき）は、大韓民国忠清北道堤川市にある、韓国鉄道公社太白線の駅である。

## 駅構造
- 島式ホーム1面2線の地上駅である。

## 歴史
- 1953年9月21日：営業開始。
- 2008年12月1日：旅客営業中止。
- 2013年11月14日：堤川駅 - 双龍駅間14.2kmの複線工事完成[1]。

## 隣の駅
韓国鉄道公社
太白線
堤川駅 - 立石里駅 - 双龍駅